# Manuel Lopes
Manuel dos Santos Lopes (Mindelo, São Vicente (Cabo Verde), 23 de Dezembro de 1907 — Lisboa, 25 de Janeiro de 2005) foi um ficcionista, poeta e ensaísta e um dos fundadores da moderna literatura cabo-verdiana que, com Baltasar Lopes da Silva e Jorge Barbosa, foi responsável pela criação da revista Claridade.
Manuel Lopes escrevia os seus textos em português, embora utilizasse nas suas obras expressões em crioulo cabo-verdiano. Foi um dos responsáveis por dar a conhecer ao mundo as calamidades, as secas e as mortes em São Vicente e, sobretudo, em Santo Antão.

## Biografia
Emigrou ainda jovem tendo a sua família fixado em 1919 em Coimbra (Portugal), onde fez os estudos liceais.
Quatro anos depois, voltou a Cabo Verde como funcionário de uma companhia inglesa.
Em 1936, fundou com Baltasar Lopes a revista Claridade, de que sairiam nove números.
Em 1944 foi transferido para a ilha do Faial, nos Açores, onde viveu até se fixar em Lisboa, em 1959.
Regressou apenas por duas vezes ao seu arquipélago.

## Obras

### Ficção
- Chuva Braba, 1956 1957
- O Galo Que Cantou na Baía (e outros contos caboverdianos), 1959
- Os Flagelados do Vento Leste, 1959

### Poesia
- Horas Vagas, 1934
- Poema de Quem Ficou, 1949
- Folha Caída, 1960
- Crioulo e Outros Poemas, 1964
- Falucho Ancorado, 1997

### Ensaio
- Monografia Descritiva Regional, 1932
- Paul, 1932
- Temas Cabo-verdianos, 1950
- Os Meios Pequenos e a Cultura, 1951
- Reflexões Sobre a Literatura Caboverdiana, 1959
- As Personagens de Ficção e Seus Modelos, 1973[1][2][3]

## Colaboração em periódicos
Encontra-se colaboração da sua autoria na revista luso-brasileira Atlântico. 

## A obra no cinema e em CD
A obra Os Flagelados do Vento Leste foi adaptada ao cinema por António Faria, em 1987.
Um poema seu, Naufrágio, encontra-se no CD Poesia de Cabo Verde e sete poemas de Sebastião da Gama, de Afonso Dias.

## Homenagens
- Comendador da Ordem do Mérito  (Portugal), em 9 de julho de 1997;[8]
- Comendador da Ordem do Infante D. Henrique  (Portugal), em 9 de junho de 2000;[8]
- Prémio Fernão Mendes Pinto atribuído à sua obra Chuva Braba (romance, 1956);[1][3]
- Prémio Fernão Mendes Pinto atribuído à sua obra O Galo que Cantou na Baía (contos, 1959);[1][3]
- Prémio Meio Milénio do Achamento de Cabo Verde atribuído à sua obra Os Flagelados do Vento Leste (romance, 1959).[1][3]